# Ronde van Lombardije 2013
De 107e editie van de wielerwedstrijd Ronde van Lombardije werd gehouden op 6 oktober 2013. De wedstrijd maakte deel uit van de UCI World Tour 2013. Titelverdediger was de Spanjaard Joaquim Rodríguez, die ook dit jaar de wielerwedstrijd won.

## Deelnemende ploegen
| 19 UCI World Tour-ploegen | 19 UCI World Tour-ploegen | 19 UCI World Tour-ploegen | 6 wildcards                  |
| ------------------------- | ------------------------- | ------------------------- | ---------------------------- |
| AG2R-La Mondiale          | FDJ.fr                    | Omega Pharma-Quick Step   | Androni Giocattoli-Venezuela |
| Argos-Shimano             | Team Garmin-Sharp         | Orica-GreenEdge           | Colombia                     |
| Astana Pro Team           | Lampre-Merida             | RadioShack-Leopard        | IAM Cycling                  |
| Belkin Pro Cycling        | Lotto-Belisol             | Saxo-Tinkoff              | Team Europcar                |
| BMC Racing Team           | Katjoesja Team            | Sky ProCycling            | Team NetApp-Endura           |
| Cannondale Pro Cycling    | Team Movistar             | Vacansoleil-DCM           | MTN-Qhubeka                  |
| Euskaltel-Euskadi         |                           |                           |                              |

## Parcours
Het aantal kilometers was ten opzichte van het voorgaande jaar met 9 kilometer verminderd naar 251 kilometer, waarvan de eerste 65 compleet vlak waren. Daarna bood het terrein ideale omstandigheden voor klimmers met de beklimming van de Valico di Valcava. De renners beklommen nadien de Colle Brianza en, niet te vergeten, de Muro di Sormano (km 160), die met hellingen van 15% een héél belangrijk moment in de race kon zijn. De Villa Vergano na de beklimming van de Madonna del Ghisallo, waarvan de top op minder dan 10 kilometer van het einde gelegen was, bood mogelijkheid aan klimmers of aanvallers hun duivels te ontbinden, wetende dat ze hun voordeel zouden moeten kunnen behouden in de laatste afdaling, die zéér technisch was.

## Rituitslag
| Ronde van Lombardije 2013 |                     |                              |          |
| Plaats                    | Naam                | Ploeg                        | Tijd     |
| Winnaar                   | Joaquim Rodríguez   | Katjoesja                    | 6u10'18" |
| 2                         | Alejandro Valverde  | Team Movistar                | + 17"    |
| 3                         | Rafał Majka         | Team Saxo-Tinkoff            | + 23"    |
| 4                         | Daniel Martin       | Team Garmin-Sharp            | + 45"    |
| 5                         | Enrico Gasparotto   | Astana                       | z.t.     |
| 6                         | Daniel Moreno       | Katjoesja                    | + 55"    |
| 7                         | Pieter Serry        | Omega Pharma-Quick-Step      | z.t.     |
| 8                         | Franco Pellizotti   | Androni Giocattoli-Venezuela | z.t.     |
| 9                         | Ivan Santaromita    | BMC Racing Team              | z.t.     |
| 10                        | Robert Gesink       | Belkin Pro Cycling           | z.t.     |
| 11                        | Ivan Basso          | Cannondale                   | z.t.     |
| 12                        | Thibaut Pinot       | FDJ.fr                       | z.t.     |
| 13                        | Juan Antonio Flecha | Vacansoleil-DCM              | z.t.     |
| 14                        | Ben Hermans         | RadioShack-Leopard           | z.t.     |
| 15                        | Domenico Pozzovivo  | AG2R-La Mondiale             | z.t.     |
| 16                        | Nairo Quintana      | Team Movistar                | z.t.     |
| 17                        | Cyril Gautier       | Team Europcar                | + 1' 07" |
| 18                        | Tom Dumoulin        | Argos-Shimano                | z.t.     |
| 19                        | Greg Van Avermaet   | BMC Racing Team              | z.t.     |
| 20                        | Philippe Gilbert    | BMC Racing Team              | z.t.     |

1905 · 1906 · 1907 · 1908 · 1909 · 1910 · 1911 · 1912 · 1913 · 1914 · 1915 · 1916 · 1917 · 1918 · 1919 · 1920 · 1921 · 1922 · 1923 · 1924 · 1925 · 1926 · 1927 · 1928 · 1929 · 1930 · 1931 · 1932 · 1933 · 1934 · 1935 · 1936 · 1937 · 1938 · 1939 · 1940 · 1941 · 1942 · 1943 · 1944 · 1945 · 1946 · 1947 · 1948 · 1949 · 1950 · 1951 · 1952 · 1953 · 1954 · 1955 · 1956 · 1957 · 1958 · 1959 · 1960 · 1961 · 1962 · 1963 · 1964 · 1965 · 1966 · 1967 · 1968 · 1969 · 1970 · 1971 · 1972 · 1973 · 1974 · 1975 · 1976 · 1977 · 1978 · 1979 · 1980 · 1981 · 1982 · 1983 · 1984 · 1985 · 1986 · 1987 · 1988 · 1989 · 1990 · 1991 · 1992 · 1993 · 1994 · 1995 · 1996 · 1997 · 1998 · 1999 · 2000 · 2001 · 2002 · 2003 · 2004 · 2005 · 2006 · 2007 · 2008 · 2009 · 2010 · 2011 · 2012 · 2013 · 2014 · 2015 · 2016 · 2017 · 2018 · 2019 · 2020 · 2021 · 2022 · 2023 · 2024 · 2025
 Tour Down Under · 
 Parijs-Nice · 
 Tirreno-Adriatico · 
 Milaan-San Remo · 
 Ronde van Catalonië · 
 E3 Harelbeke · 
 Gent-Wevelgem · 
 Ronde van Vlaanderen · 
 Ronde van het Baskenland · 
 Parijs-Roubaix · 
 Amstel Gold Race · 
 Waalse Pijl · 
 Luik-Bastenaken-Luik · 
 Ronde van Romandië · 
 Ronde van Italië · 
 Critérium du Dauphiné · 
 Ronde van Zwitserland · 
 Ronde van Frankrijk · 
 Clásica San Sebastián · 
 Ronde van Polen · 
  Eneco Tour · 
 Ronde van Spanje · 
 Vattenfall Cyclassics · 
 GP Ouest France-Plouay · 
 Grote Prijs van Quebec · 
 Grote Prijs van Montreal · 
 UCI Ploegentijdrit · 
 Ronde van Lombardije · 
 Ronde van Peking